# 旅港惠阳县青年会回乡救亡工作团旧址
旅港惠阳县青年会回乡救亡工作团旧址，位于中国广东省惠州市淡水镇拔子园，为惠州市惠阳区文物保护单位，类型为近现代重要史迹及代表性建筑，公布时间为2004年。
旅港惠阳县青年会回乡救亡工作团旧址的历史年代为1937年。